# Friedrich Lebrecht Koch
Friedrich Lebrecht Koch (* 28. Dezember 1761 in Löbnitz; † 16. Dezember 1837 in Torgau) war ein deutscher evangelischer Geistlicher.

## Leben
Koch war ein Sohn von Johann Gottfried Koch († 1797), Verwalter der beiden Schönfeld'schen Rittergüter in Löbnitz, und von Susanne Elisabeth geb. Serau († 1791).
Mit acht Jahren wurde Koch zu seinem Onkel, Pfarrer Schneider in Pehritzsch, geschickt, damit ihn dieser erzieht und schulisch unterrichtet. Da bald verstorben, kam der Knabe danach zu einem in Leipzig wohnenden Onkel, Dr. med Burdach, zur Aufziehung. Nach einem Jahr Privatunterricht durch diesen konnte Koch die Leipziger Nikolaischule besuchen, wo Johann Jacob Reiske sein Lehrer war. 1778 (auch 1780 wird genannt!) begann er ein Studium an der Universität Leipzig, wobei er philosophische, mathematische, philologische, historische und theologische Vorlesungen hörte. Im Jahr 1783 bestand er sein Erstes Theologisches Examen in Dresden. Dennoch verblieb er danach noch zwei Jahre an der Universität Leipzig, um sein Wissen weiter zu vervollkommnen. Schließlich veranlasste ihn sein Vater, der inzwischen seine berufliche Tätigkeit aufgegeben hatte, das Studium zu beenden und zu seinen Eltern nach Brehna zu kommen, wo diese ihren Alterswohnsitz genommen hatten. Von hier besuchte Koch auf einer Reise das Philanthropische Institut in Dessau. Von dessen Arbeit inspiriert fasste er eine tiefe Neigung für das Erziehungs- und Unterrichtswesen, wenngleich sein Hauptlebenskreis ein anderer werden sollte.
Durch Vermittlung erhielt Koch 1785 eine Anstellung als Hauslehrer der Familie von Carl Philipp Schindler, Gold- und Silberwarenfabrikant in Zerbst. Später ging er nach Dresden in den Dienst einer Gräfin Lieven. Von dieser konnte er in das Haus des Konferenz-Ministers und Oberkonsistorial-Präsidenten Christoph Gottlieb von Burgsdorff überwechseln. Hier hielt er gelegentlich für dessen Gäste Vorlesungen über Philologie, Geschichte und enzyklopädische Wissenschaften. In beiden letzteren Häusern lernte Koch die einflussreiche Gesellschaft Dresdens und damit Sachsens kennen.
Durch Verwendung des Herrn von Burgsdorff erhielt er schließlich 1793 das frei gewordene Diakonat zu Mittweida. Nun war es ihm möglich, die Ehe mit Caroline Auguste Schindler († vor 1837), der Tochter seines ehemaligen Dienstherrn in Zerbst, einzugehen; drei Töchter überlebten ihn schließlich. 1797 stieg Koch zum Archidiakon in Mittweida auf. Da er ein begnadeter Redner war, wählte man ihn 1801 zum Oberpfarrer und Superintendenten in Torgau. Durch diese hohe Stellung bedingt, erwarb Koch 1802 an der Universität Wittenberg den Titel eines Dr. der Theologie. Neben seiner eigentlichen Tätigkeit widmete er sich von Anfang an in Torgau insbesondere der Verbesserung des Schulwesens. Während der Belagerung Torgaus 1813 durch preußische Truppen, in den sogenannten Befreiungskriegen, begab sich Koch im Auftrag des städtischen Rates zweimal unter Lebensgefahr in das feindliche Hauptquartier und bat hier um Schonung für die bedrängte Stadt und ihre Bevölkerung. Nachdem Torgau in Folge des Krieges 1815 von Sachsen an Preußen gefallen war, entwickelte Koch einen Plan zur Umgestaltung des gesamten Schulwesens in Torgau und sorgte auch für dessen Umsetzung. Auf Grund seines geschichtlichen Interesses begründete er zudem 1826 den ersten Torgauer Geschichtsverein, dessen Vorstand er sodann war.
1829 erlitt Koch einen Schenkelhalsbruch, was ihm in der Folge das Leben erschwerte. Nachdem er 1837 eine Erkrankung der Drüsen bekommen hatte, musste er das Predigen aufgeben, worauf allerdings auch bald sein Tod folgte.
Koch verfasste mehrere Schriften, obwohl er kein Vielschreiber, wie manch anderer Theologe war. Für seine Verdienste wurde er zum Ritter des Roten Adlerordens (3. Klasse) ernannt.

## Schriften
- De Deo poenas eas, quae per ipsam naturam et physico causarum nexu peccata sequi dicuntur, remittente (Dissertation, 1802)
- De scholae Torgaviensis constitutione ac forma, fatisque ejus recentissime breviter cammentatur (1815)
- Der evangelische Verein oder über die Wiedervereinigung der beiden evangelischen Kirchen im 19. Jahrhundert. Berlin 1824.
- Zur Geschichte der hölzernen Elbbrücke von 1070 bei Repnitz (1825/26)